# 随州市人民政府
31°41′31″N 113°22′36″E / 31.69197°N 113.37660°E
随州市人民政府（简称随州市政府），是中华人民共和国湖北省随州市的行政管理机关。

## 历史沿革
1979年，设随州市（县级市），县、市分设。1983年，撤销随县，设立随州市（县级市）。1994年，升格为省直辖县级市，由襄樊市代管。2000年6月25日，撤销省直辖县级随州市，设立地级随州市。新的随州市人民政府驻新设立的曾都区。

## 机构设置
根据2019年《随州市机构改革方案》，随州市人民政府设置33个工作部门：
工作部门
- 随州市人民政府办公室
- 随州市发展和改革委员会（随州市粮食局）
- 随州市教育局
- 随州市科学技术局
- 随州市经济和信息化局
- 随州市民族宗教事务委员会
- 随州市公安局
- 随州市民政局
- 随州市司法局
- 随州市财政局
- 随州市人力资源和社会保障局
- 随州市自然资源和规划局
- 随州市生态环境局
- 随州市住房和城乡建设局
- 随州市交通运输局
- 随州市水利和湖泊局（随州市河湖长制办公室）
- 随州市农业农村局
- 随州市商务局
- 随州市文化和旅游局（随州市广播电视局、随州市体育局、随州市文物局）
- 随州市卫生健康委员会
- 随州市退役军人事务局
- 随州市应急管理局
- 随州市审计局
- 随州市人民政府国有资产监督管理委员会
- 随州市市场监督管理局（随州市知识产权局）
- 随州市统计局
- 随州市医疗保障局
- 随州市人民防空办公室（随州市地震局）
- 随州市人民政府研究室
- 随州市人民政府扶贫开发办公室
- 随州市招商局
- 随州市城市管理执法委员会
- 随州市地方金融工作局
- 随州市政务服务和大数据管理局（随州市公共资源交易监督管理局）

## 历任市长
- 祝金水（2003年2月－2006年3月）
- 李红云（2006年6月－2008年7月）
- 刘晓鸣（2008年8月－2012年7月）
- 傅振邦（2012年8月28日[3]－2013年7月18日[4]）
- 郄英才（2014年1月10日[5]－2017年11月22日）
- 郭永红（2018年1月6日[6]－2019年12月31日）
- 克克（2020年1月7日[7]－）